# Erste Eisenbahnwagen-Leihgesellschaft
Die Erste Eisenbahnwagen-Leihgesellschaft (EEL) war der erste private Vermieter von Güterwagen in Europa.

## Geschichte
Die EEL wurde am 24. Februar 1872 mit einem Stammkapital von 4 Mio. fl. in Österreich gegründet. Aus ihr ging 1892 die Oesterreichische Eisenbahn-Verkehrsanstalt (OEVA) hervor, die heutige VTG Austria Gesellschaft, die im Eigentum der VTG mit Sitz in Hamburg steht. Diese feierte mit einer Veranstaltung am 11. und 12. Mai 2022 in Wien die 150-jährige Gründung der EEL.
Die EEL war das erste Eisenbahnunternehmen, das nicht selbst zumindest als Eisenbahnverkehrsunternehmen auftrat und seinen Wagenpark ausschließlich zum Vermieten an Kunden vorhielt. Für den Unterhalt ihrer Fahrzeuge betrieb die EEL von Anfang an ein Ausbesserungswerk in Deutsch-Wagram mit Anschluss an die Kaiser-Ferdinand-Nordbahn. Diese Werkstätte bestand unter den Rechtsnachfolgern der EEL bis 1999. Zu Anfang beschränkte sich die Wagenvermietung der EEL auf Fahrzeuge, die für den Transport von Massengütern nicht geeignet waren, um den großen Bahngesellschaften keine Konkurrenz zu machen.